# Jacinto Caamaño
Pour les articles homonymes, voir Caamaño.
Jacinto Caamaño Moraleja (Madrid, 1759-1825) est un officier de marine et explorateur espagnol.

## Biographie
D'origine aristocratique, il entre dans la marine en 1777. Il fait plusieurs missions au Moyen-Orient et à Cuba avant d'être envoyé à San Blas dans le Pacifique. Il dirige alors la dernière grande exploration espagnole en Alaska, alors territoire russe et sur la côte de l'actuelle Colombie-Britannique entre 1790 et 1792 à bord La Princesa dressant les cartes de l'île de Vancouver, du détroit de Nootka et des îles du Prince-de-Galles.
Envoyé ensuite aux Philippines puis au Pérou, il meurt en 1825 sans que le lieu de sa mort ne soit connu.

## Famille
Il est le grand-père de José María Plácido Caamaño (1838-1901) qui fut président de l'Équateur

## Distinction
- Chevalier de l'ordre militaire de Calatrava.

## Hommage
L'île Camano dans le Puget Sound (État de Washington) et le Caamaño Passage au nord-ouest de Prince Rupert en Colombie-Britannique ont été nommés en son honneur.